# Théâtre des Folies-Wagram
Ne doit pas être confondu avec Théâtre de l'Étoile (Champs-Élysées).
Le théâtre des Folies-Wagram, L'Étoile ou encore le théâtre de l'Étoile, est un ancien music-hall parisien, fondé en 1928 et aujourd’hui disparu, qui était situé au 35 de l'avenue de Wagram dans le 17e arrondissement de Paris.
Le théâtre ferme en 1964. Il est remplacé par un immeuble de commerces et de bureaux.

## Histoire

### Folies-Wagram
Le théâtre, est construit à l'initiative de Paul Fournier et de la société Lutetia-Empire, qui possède déjà de nombreux cinémas à Paris, ainsi que deux grandes salles de musique, le théâtre de l'Empire, avenue de Wagram et Bobino, rue de la Gaîté.
Inaugurée le 14 mars 1928 sous le nom de Folies-Wagram (et sous la direction de Victor de Cottens), la nouvelle salle accueille des spectacles de music-hall et des concerts de jazz. La Revue Wagram inaugure la salle avec Marie Dubas, Henry Garat, la danseuse afro-américaine Ruth Virginia Bayton. Plus tard cette année-là, le théâtre présente la première française de l'opérette Teresina d'Oscar Straus. 
En 1929, on y donne Tip-Toes, une comédie musicale de George et Ira Gershwin. En février 1932, Charlot à Paris, œuvre de Jean Liamine et de Germaine Raynal sur un livret d'A. De Montgon est créée. Le critique de L'Ordre évoque une « brillante carrière » pour les précédentes représentations de La Belle au bois dormant. Avant la Seconde Guerre mondiale, les Folies-Wagram mettent en scène principalement des opérettes et des revues. La rare exception est la première mondiale, le 6 mai 1935, de la pièce Les Cenci d'Antonin Artaud, une histoire violente d'inceste, de meurtre et de trahison, mais qui n'attire pas l'audience attendue.

### Théâtre de l'Étoile
Après sa fermeture estivale en 1935 et d’importants travaux de restauration, le théâtre rouvre le 17 janvier 1936 sous le nom de théâtre de l'Étoile et poursuit son répertoire d’opérettes et de revues. Durant la guerre s'y produisent Fréhel, Johnny Hess, Georgius, Rose Carday et les orchestres de Raymond Legrand, Richard Blareau, Fred Adison, Aimé Barelli. En 1941, il passe sous la direction artistique du chanteur et chansonnier Georgius.
Le jazz est encore à l'honneur à la Libération avec Rex Stewart, Claude Bolling et Boris Vian. Charles Trenet y chante (en 1947, 1952, 1961), Line Renaud (en 1949), Yves Montand (en 1951, 1953-1954 et 1958), Dalida (en 1959), ainsi que Lilian Harvey, Édith Piaf ou encore Henri Salvador. On y donne plusieurs opérettes (Les Nuits de Saint-Germain-des-Prés de Guillaume Hanoteau et Georges van Parys en 1950, Nouvelle-Orléans de Jean Suberville, Pascal Bastia et Sidney Bechet en 1958) et des ballets modernes, mais aussi une revue sur glace, High Parade avec Jack Hylton (1948). Marlene Dietrich y donne un concert en novembre 1959, habillée par Jean Louis, costumier de cinéma.

Le 26 juillet 1955, Maurice Béjart y crée le premier ballet de musique concrète sur la Symphonie pour un homme seul composée en 1949 par Pierre Schaeffer et Pierre Henry et qui y sera donné tout l'été.

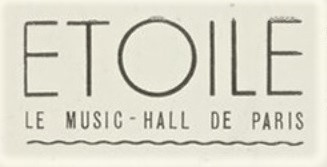
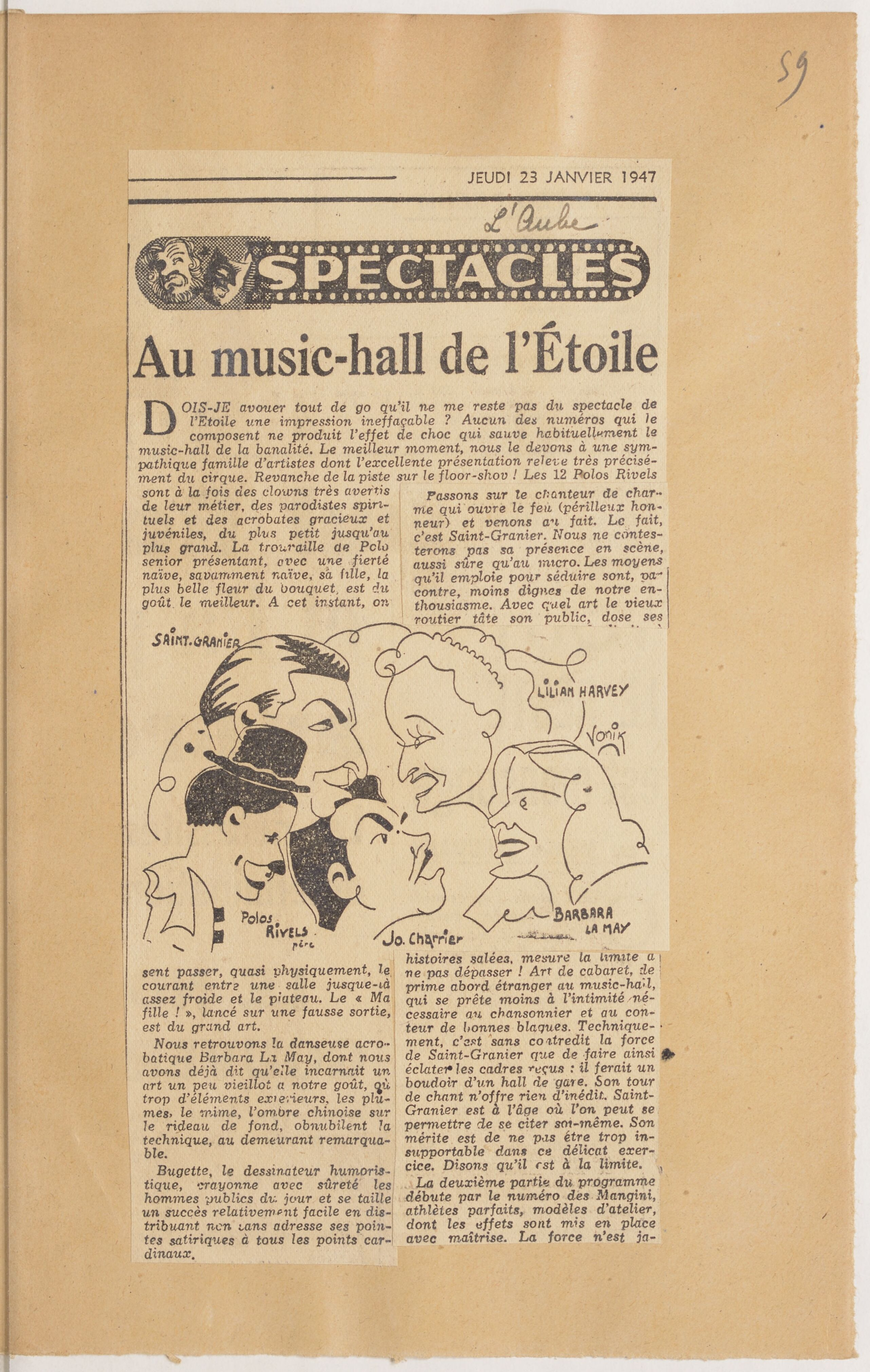
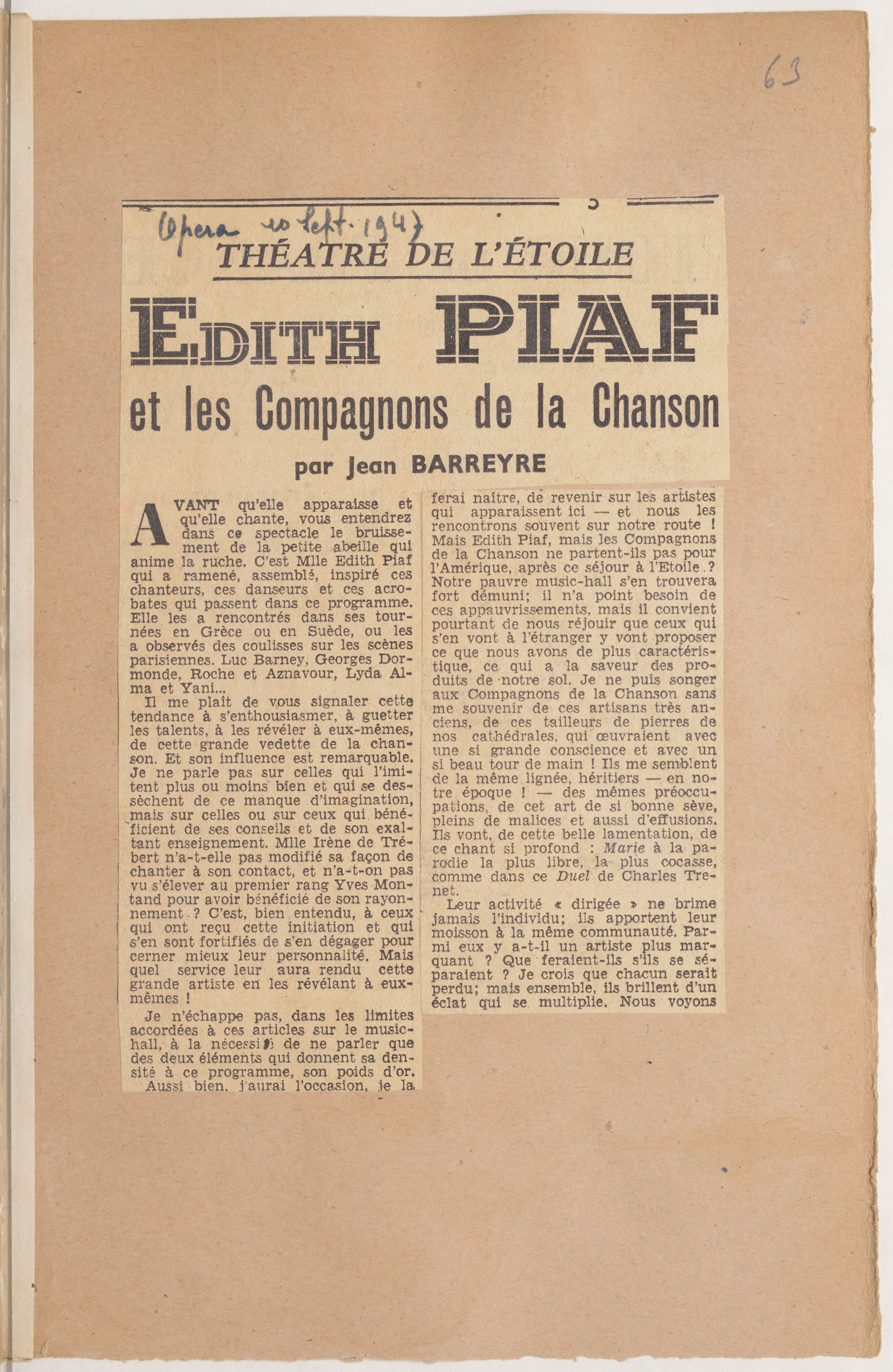
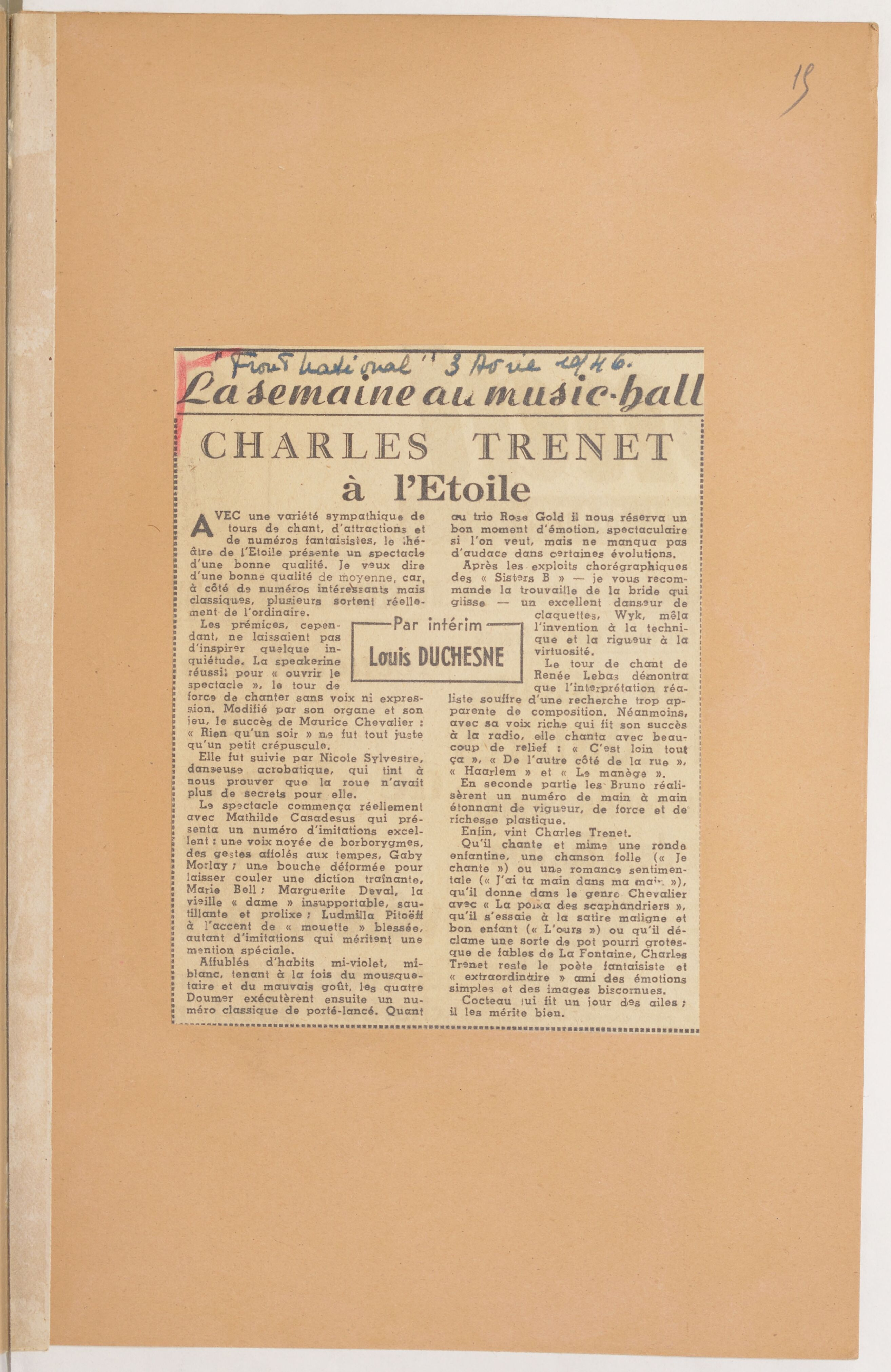

### Fermeture et démolition
De graves difficultés financières dans la gestion et une fréquentation en baisse conduisent à la fermeture définitive le 30 janvier 1964. Le théâtre est démoli. Depuis lors, c'est un immeuble de commerces et de bureaux qui l'a remplacé..

## Description
L'architecte du théâtre est Paul Farge qui a également conçu la rénovation de l'Empire. L'intérieur du théâtre a une couleur rose et argentée et peut accueillir 1 500 personnes. Un foyer et un bar américain sont situés au premier étage.